# Miss Monde 1969
Miss Monde 1969, est la 19e élection de Miss Monde, qui s'est déroulée le 27 novembre 1969 au Royal Albert Hall de Londres, au Royaume-Uni.
50 pays et territoires ont participé à l'élection. Cette élection marque la première participation des Seychelles au sein du concours.
L'élection a été présenté pour la 9e année consécutive par Michael Aspel. C'est la 19e fois que cette élection se tient au Royaume-Uni dans la même ville, Londres.
La gagnante est l'autrichienne Eva Rueber-Staier, Miss Autriche 1969 succédant à l'australienne, Penelope Plummer, Miss Monde 1968, et devenant ainsi la première Miss Autriche et la première autrichienne de l'histoire à remporter le titre de Miss Monde, 12 ans après sa première participation au concours en 1955. Elle a été couronnée par l'acteur égyptien Omar Shariff et non par Penelope Plummer.

## Résultats
| Résultat Final  | Candidates |
| --------------- | --- |
| Miss Monde 1969 | - Autriche - Eva Rueber-Staier |
| 1re dauphine    | - USA - Gail Renshaw |
| 2e dauphine     | - Allemagne - Christa Margraf |
| 3e dauphine     | - Guyana - Pamela Patricia Lord |
| 4e dauphine     | - Venezuela - Marzia Piazza |
| Top 7           | - Afrique du Sud - Linda Meryl Collett - Norvège - Kjersti Jortun |
| Top 15          | - Finlande - Päivi Ilona Raita - France - Suzanne Angly - Israël - Tehila Selah - Jamaïque - Marlyn Elizabeth Taylor - Malte - Mary Brincat - Nouvelle-Zélande - Carole Robinson - Royaume-Uni - Sheena Drummond - Tchécoslovaquie - Marcela Bitnarova |

## Candidates

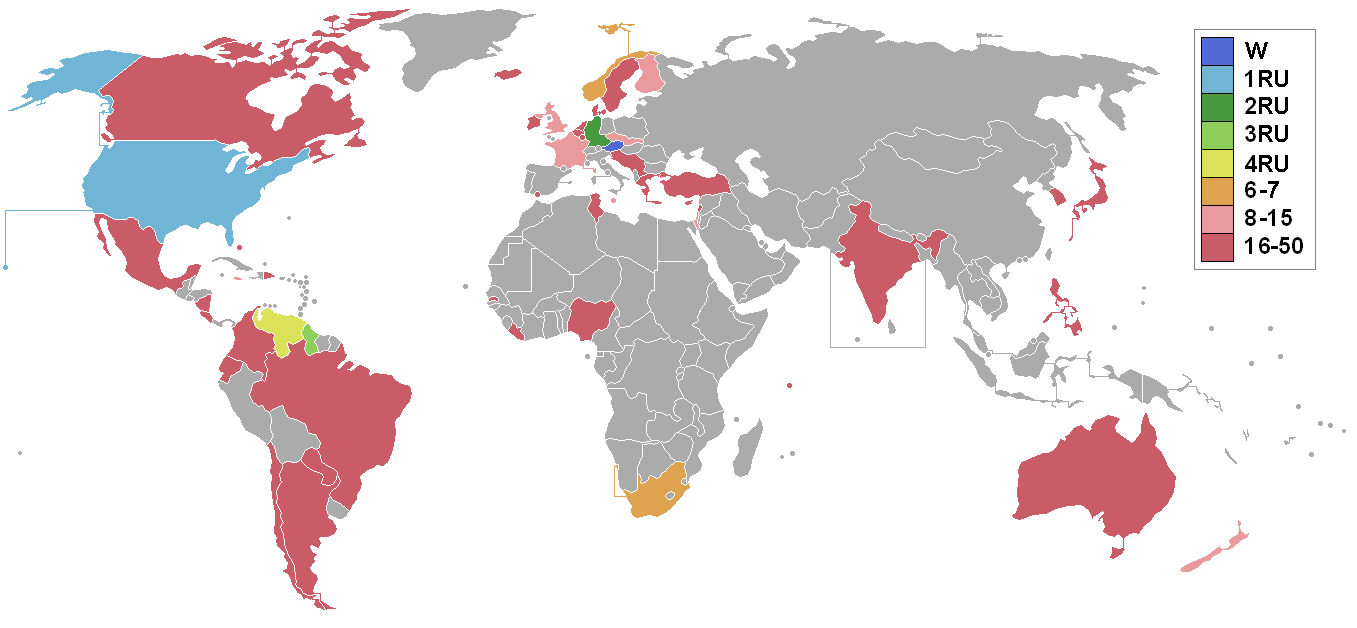
Pays représentés au concours de Miss Monde 1969 :
Miss Monde 1969
1re dauphine
2e dauphine
3e dauphine
4e dauphine
Top 7 (de la 6e à la 7e place)
Top 15 (de la 8e à la 15e place)
De la 16e à la 50e place
Pays n'ayant pas participé

| Pays                   | Candidate                                 | Âge    | Domicile          |
| ---------------------- | ----------------------------------------- | ------ | ----------------- |
| Afrique du Sud         | Linda Meryl Collett                       | 18 ans | Durban            |
| Allemagne              | Christa Margraf                           | NC     | NC                |
| Argentine              | Graciela Marino                           | 21 ans | Buenos Aires      |
| Australie              | Stefane Meurer                            | 21 ans | Newport           |
| Autriche               | Eva Rueber-Staier                         | 20 ans | Graz              |
| Bahamas                | Wanda Pearce Dorsette                     | NC     | NC                |
| Belgique               | Maud Alin                                 | 18 ans | Charleroi         |
| Brésil                 | Ana Cristina Rodrigues                    | NC     | Rio Grande do Sul |
| Canada                 | Jacquie Perrin                            | 21 ans | Toronto           |
| Chili                  | Ana María Nazar                           | 22 ans | Lima              |
| Chypre                 | Flora Diaouri                             | NC     | NC                |
| Colombie               | Lina María García Ogliastri               | NC     | Santander         |
| Corée                  | Kim Seung-hee                             | 19 ans | NC                |
| Costa Rica             | Damaris Ureña                             | 17 ans | Guanacaste        |
| Danemark               | Jeanne Perfeldt                           | NC     | Copenhague        |
| Équateur               | Ximena Aulestia Díaz                      | 17 ans | Quito             |
| États-Unis             | Gail Renshaw                              | 22 ans | Falls Church      |
| Finlande               | Päivi Ilona Raita                         | 19 ans | NC                |
| France                 | Suzanne Angly                             | 18 ans | Mulhouse          |
| Gambie                 | Mary Carayol                              | NC     | NC                |
| Gibraltar              | Marilou Chiappe                           | 20 ans | Gibraltar         |
| Grèce                  | Elena Aleksopoulou                        | 18 ans | Athènes           |
| Guyana                 | Pamela Patricia Lord                      | 24 ans | NC                |
| Hollande               | Nente van der Vliet                       | 23 ans | NC                |
| Inde                   | Adina Shellim                             | NC     | Maharashtra       |
| Irlande                | Hillary Clarke                            | NC     | NC                |
| Islande                | Ragnheiður Pétursdóttir (°1952-†2007)     | 17 ans | Reykjavik         |
| Israël                 | Tehila Selah                              | 21 ans | NC                |
| Jamaïque               | Marlyn Elizabeth Taylor                   | 21 ans | Kingston          |
| Japon                  | Emiko Karashima                           | 20 ans | Kitakyūshū        |
| Liban                  | Rola Mayzoub                              | NC     | NC                |
| Liberia                | Antionette Coleman                        | 19 ans | Clay-Ashland      |
| Luxembourg             | Jacqueline Schaeffer                      | 18 ans | Esch-sur-Alzette  |
| Malte                  | Mary Brincat                              | 17 ans | Gzira             |
| Nicaragua              | Carlota Marina Brenes López               | 19 ans | Matagalpa         |
| Mexique                | Gloria Leticia Hernández Martín del Campo | NC     | Guanajuato        |
| Nigeria                | Morenkike Farabidio                       | NC     | NC                |
| Norvège                | Kjersti Jortun                            | NC     | NC                |
| Nouvelle-Zélande       | Carole Robinson                           | 21 ans | Auckland          |
| Paraguay               | Blanca Zaldívar                           | NC     | NC                |
| ' Philippines          | Feliza Teresita Miro (°1953-†?)           | 17 ans | NC                |
| République dominicaine | Cabrera Cabral                            | NC     | Peravia           |
| Royaume-Uni            | Sheena Drummond                           | 19 ans | Tullibody         |
| Seychelles             | Sylvia Labonte                            | NC     | NC                |
| Suède                  | Ingrid Marie Ahlin                        | NC     | NC                |
| Suisse                 | Astrid Vollenweider                       | NC     | Berne             |
| Tchécoslovaquie        | Marcela Bitnarová                         | 19 ans | Náchod            |
| Tunisie                | Zohra Tabania                             | NC     | NC                |
| Turquie                | Şermin Ayşin                              | 17 ans | Istanbul          |
| Venezuela              | Marzia Piazza                             | 18 ans | Vargas            |
| Yougoslavie            | Radmila Živković                          | 20 ans | Belgrade          |

## Observations